# Bogovinsko jezero
Bogovinsko jezero (mak. Боговинско езеро, alb. Liqeni i Bogovinës) nalazi se u općini Bogovinje u zapadnom dijelu Republike Sjeverne Makedonije. Jedno je od 39 jezera na Šar planini i, kao i druga jezera u okolici, pomaže razvoju turizma.

## Vanjske poveznice
|  | Zajednički poslužitelj ima još gradiva o temi Bogovinsko jezero |